# Izel
Izel (Gaumais: Ijé) is een dorp in de Belgische provincie Luxemburg en een deelgemeente van Chiny. Izel ligt aan de Semois in de Gaume. In de deelgemeente ligt ook het gehucht Moyen, op de andere oever van de Semois.

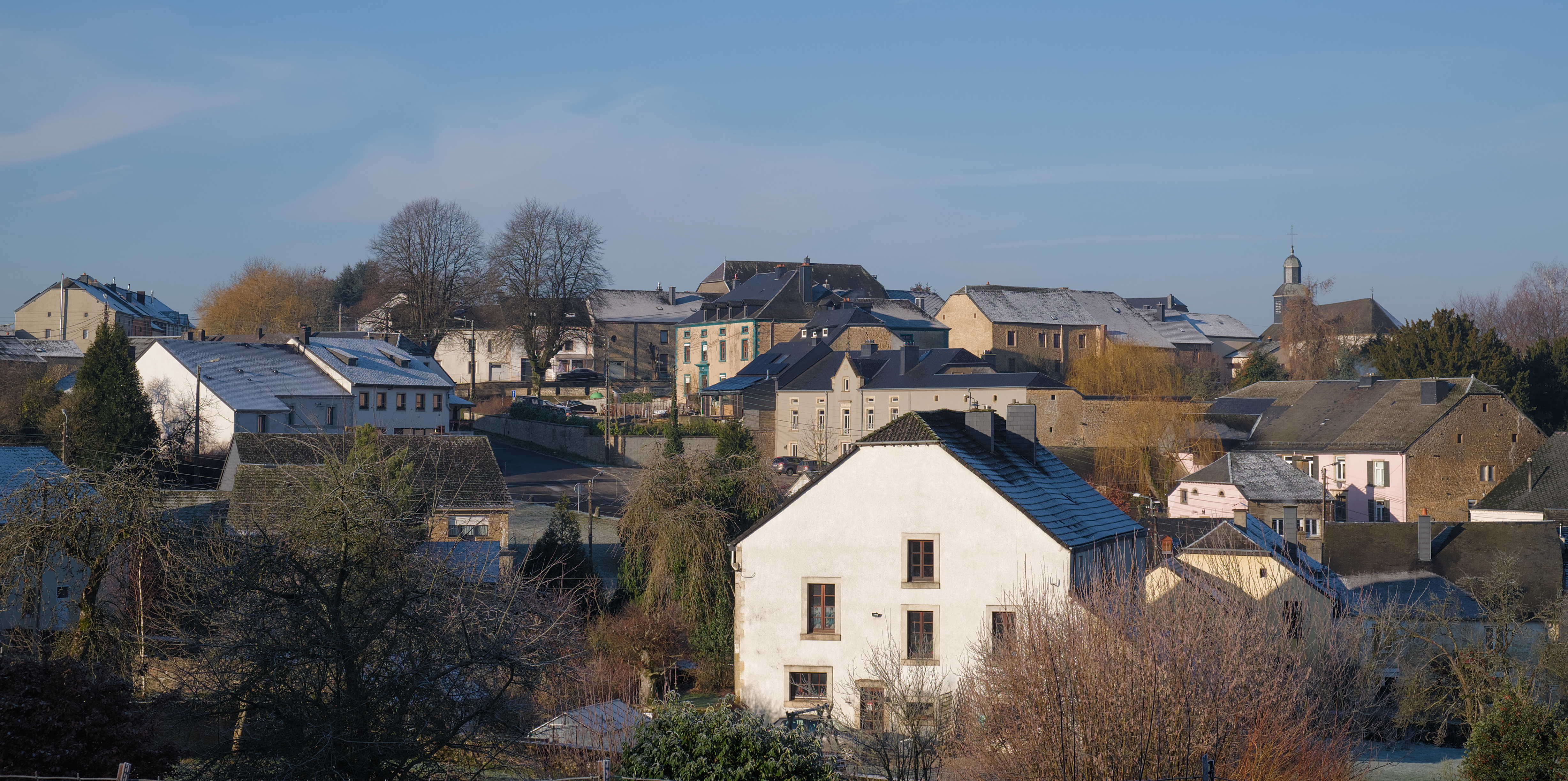
Zicht op Izel

## Geschiedenis
De naam Izel is van Keltische origine en betekent "laag".
Op het eind van het ancien régime werd Izel een gemeente. In 1823 werden bij gemeentelijke herindelingen in Luxemburg veel kleine gemeenten samengevoegd en buurgemeente Moyen werd bij Izel gevoegd.
Bij de gemeentelijke herindeling van 1977 werd Izel een deelgemeente van Chiny.

## Demografische ontwikkeling
- Bronnen:NIS, Opm:1831 tot en met 1970=volkstellingen

## Bezienswaardigheden
- De Église Saint-Pierre

Deelgemeenten: Chiny · Izel · Jamoigne · Les Bulles · Suxy · Termes

Overige dorpen: Frenois · La Haïlleule · La Mouline · Moyen · Pin · Pont Charreau · Prouvy · Romponcelle · Valansart

Belgische gemeenten · Arrondissement Virton · Luxemburg · Wallonië